# Hayes (Mosel·la)
Hayes és un municipi francès, situat al departament del Mosel·la i a la regió del Gran Est. L'any 2007 tenia 182 habitants.

## Demografia

### Població
El 2007 la població de fet de Hayes era de 182 persones. Hi havia 61 famílies, de les quals 6 eren unipersonals (3 homes vivint sols i 3 dones vivint soles), 23 parelles sense fills, 29 parelles amb fills i 3 famílies monoparentals amb fills.
La població ha evolucionat segons el següent gràfic:
Habitants censats

### Habitatges
El 2007 hi havia 70 habitatges, 63 eren l'habitatge principal de la família, 4 eren segones residències i 3 estaven desocupats. 54 eren cases i 14 eren apartaments. Dels 63 habitatges principals, 46 estaven ocupats pels seus propietaris, 16 estaven llogats i ocupats pels llogaters i 1 estava cedit a títol gratuït; 4 tenien dues cambres, 8 en tenien tres, 8 en tenien quatre i 43 en tenien cinc o més. 51 habitatges disposaven pel capbaix d'una plaça de pàrquing. A 23 habitatges hi havia un automòbil i a 36 n'hi havia dos o més.

### Piràmide de població
La piràmide de població per edats i sexe el 2009 era:
| Homes | Edats   | Dones |
| ----- | ------- | ----- |
| 0     | 95 o +  | 0     |
| 0     | 90 a 94 | 0     |
| 0     | 85 a 89 | 0     |
| 0     | 80 a 84 | 0     |
| 0     | 75 a 79 | 0     |
| 0     | 70 a 74 | 4     |
| 0     | 65 a 69 | 4     |
| 8     | 60 a 64 | 4     |
| 0     | 55 a 59 | 8     |
| 12    | 50 a 54 | 0     |
| 4     | 45 a 49 | 8     |
| 8     | 40 a 44 | 4     |
| 16    | 35 a 39 | 0     |
| 4     | 30 a 34 | 20    |
| 8     | 25 a 29 | 8     |
| 0     | 20 a 24 | 0     |
| 0     | 15 a 19 | 0     |
| 8     | 10 a 14 | 0     |
| 8     | 5 a 9   | 12    |
| 12    | 0 a 4   | 8     |

## Economia
El 2007 la població en edat de treballar era de 116 persones, 88 eren actives i 28 eren inactives. De les 88 persones actives 82 estaven ocupades (42 homes i 40 dones) i 5 estaven aturades (2 homes i 3 dones). De les 28 persones inactives 9 estaven jubilades, 10 estaven estudiant i 9 estaven classificades com a «altres inactius».

### Ingressos
El 2009 a Hayes hi havia 71 unitats fiscals que integraven 213,5 persones, la mediana anual d'ingressos fiscals per persona era de 22.378 €.

### Activitats econòmiques
Dels 6 establiments que hi havia el 2007, 1 era d'una empresa de fabricació d'altres productes industrials, 1 d'una empresa de construcció, 1 d'una empresa de transport i 3 d'empreses de serveis.
L'únic servei als particulars que hi havia el 2009 era una lampisteria.
L'any 2000 a Hayes hi havia 3 explotacions agrícoles que ocupaven un total de 612 hectàrees.

## Poblacions més properes
El següent diagrama mostra les poblacions més properes.